# لیل (پرنده)
لیل (پرنده) (نام علمی: Hypotriorchis) نام یک زیرسرده از سرده شاهین است. این سرده شاهین‌های کوچک، لاغر و سریعی را دربر می‌گیرد و شامل گونه‌های متعددی از جمله لیل اوراسیایی می‌شود. این جانور بیشتر پرندگان و حشرات کوچک را می‌خورد و همچنین می‌تواند به سرعت طعمه خود را در هوا شکار کند.